# Gettysburg

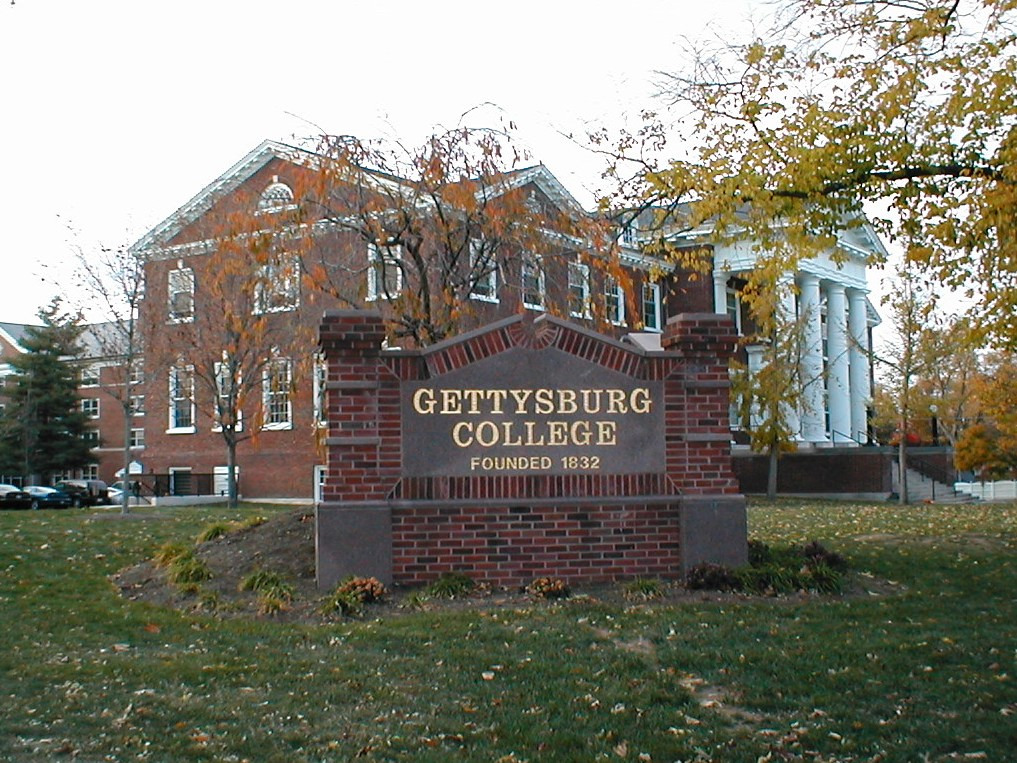
Gettysburg College

Gettysburg är en ort i Adams County i delstaten Pennsylvania i USA. Här utkämpades slaget vid Gettysburg 1–3 juli 1863, under det amerikanska inbördeskriget. Sitt namn har staden fått efter nybyggaren James Gettys och -burg som betyder 'borg'